# Partyband
Partyband kallas ett band som inriktar sig på underhållning och dans på en fest. Bandet förväntas kunna anpassa sig till och interagera med festens gäster och bjuda på show och dra igång partydans. Repertoaren är normalt covers, men inriktningen är mera partyunderhållning, medan ett coverband är mera inriktat på konsert och underhållning från scen.